# Grace Potter and the Nocturnals
Grace Potter and the Nocturnals (в переводе с англ. — «Грейс Поттер и ночники») — американская рок-группа из города Вэйтсфилд, штат Вермонт.

## История

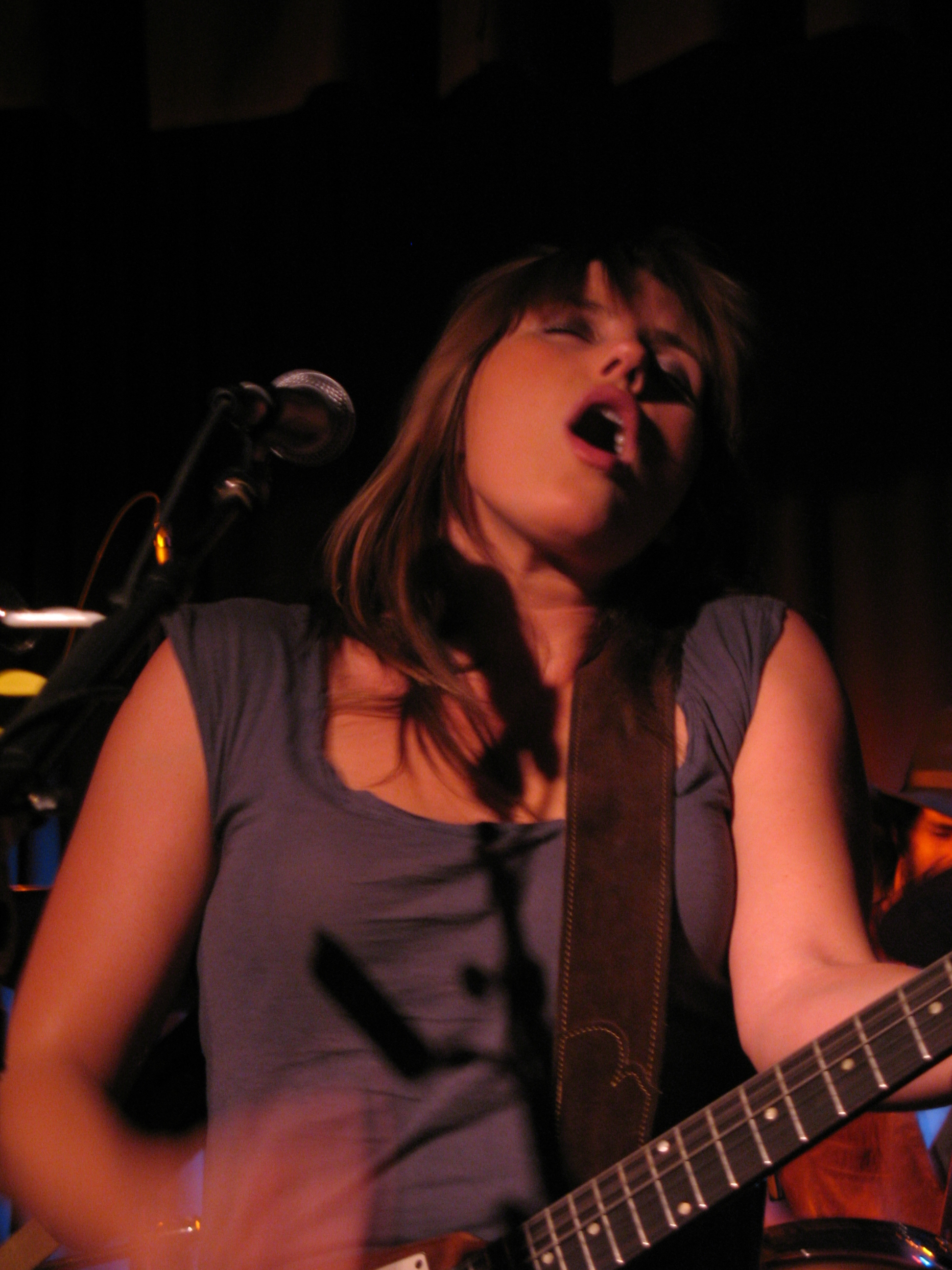
Лидер коллектива Грейс Поттер

Коллектив основан в 2002 году певицей Грейс Поттер, гитаристом Скоттом Торнетом и барабанщиком Мэттом Барром. В начале своей карьеры Grace Potter and the Nocturnals, по своей сути, являлись инди-группой, поскольку они самостоятельно записали и выпустили свои первые записи. Также коллектив вёл активную концертную деятельность, выступая, преимущественно на музыкальных фестивалях.
В 2005 году ситуация изменилась, после того, как музыканты подписали контракт с лейблом Hollywood Records. Grace Potter and the Nocturnals выпустили несколько коммерчески успешных пластинок, среди которых одноимённый альбом Grace Potter and the Nocturnals, релиз которого состоялся в 2010 году, принёс группе международную известность.
В нынешний состав Grace Potter and the Nocturnals входят: Грейс Поттер, Мэтт Барр, Скотт Торнет, Бенни Юрко и Майкл Лайбраменто. Ранее участниками группы также были Кэтрин Поппер и Брайан Дондеро. Лидер коллектива Грейс Поттер, параллельно с деятельностью в коллективе, ведёт сольную карьеру и сотрудничает с другими артистами.

## Состав группы
Текущий состав
- Грейс Поттер — вокал, гитара, синтезатор, родес-пиано, бубен (2002 — настоящее время)
- Мэтт Барр — барабаны, перкуссия (2002 — настоящее время)
- Скотт Торнет — гитара, бас-гитара, слайд-гитара, клавишные, губная гармоника, бэк-вокал (2002 — настоящее время)
- Бенни Юрко — гитара, бас-гитара, бэк-вокал (2009 — настоящее время)
- Майкл Лайбраменто — бас-гитара, клавишные, перкуссия, бэк-вокал (2011 — настоящее время)

Бывшие участники
- Кэтрин Поппер[англ.] — бас-гитара, бэк-вокал (2009—2011)
- Брайан Дондеро — бас-гитара, контрабас, мандолина (2002—2009)

## Дискография
| 2004                                                                    | Original Soul* - Дата выхода: 2 марта 2004 - Лейбл: самиздат - Формат(ы): CD                                | —   | — | — | —  | — |
| 2005                                                                    | Nothing But the Water - Дата выхода: 20 сентября 2005 - Лейбл: самиздат - Формат(ы): CD                     | —   | — | — | —  | — |
| 2007                                                                    | This Is Somewhere - Дата выхода: 7 августа 2007 - Лейбл: Hollywood - Формат(ы): CD, ЦД                      | 119 | — | 1 | —  | — |
| 2010                                                                    | Grace Potter and the Nocturnals - Дата выхода: 8 июня 2010 - Лейбл: Hollywood - Формат(ы): ЦД, LP, CD-Extra | 19  | 3 | — | 9  | 6 |
| 2012                                                                    | The Lion the Beast the Beat - Дата выхода: 12 июня 2012 - Лейбл: Hollywood - Формат(ы): CD, LP, ЦД          | 17  | 7 | — | 10 | 2 |
| * значится как альбом Грейс Поттер «—» значит не занимал место в чарте. | |     |   |   |    |   |

| Год  | Альбом                                                                                   |
| ---- | ---------------------------------------------------------------------------------------- |
| 2005 | Live Oh Five - Выпущен: - Лейбл: - Формат(ы):                                            |
| 2008 | Live In Skowhegan - Дата выхода: 21 декабря 2008 - Лейбл: Hollywood - Формат(ы):         |
| 2012 | Live from the Legendary Sun Studio - Дата выхода: - Лейбл: Hollywood - Формат(ы): CD, LP |

### Синглы
| Год                                      | Сингл                            | Высшая позиция | Высшая позиция | Высшая позиция | Высшая позиция | Высшая позиция | Альбом                                         |
| Год                                      | Сингл                            | Hot 100        | US Adult Pop   | Rock Songs     | Rock Digital   | Hot 100        | Альбом                                         |
| ---------------------------------------- | -------------------------------- | -------------- | -------------- | -------------- | -------------- | -------------- | ---------------------------------------------- |
| 2007                                     | «Ah, Mary»                       | —              | —              | —              | —              | —              | This Is Somewhere                              |
| 2007                                     | «Apologies»                      | —              | —              | —              | —              | —              | This Is Somewhere                              |
| 2008                                     | «I Want Something That I Want»   | —              | —              | —              | —              | —              | Bethany Joy Lenz Galeotti + Grace Potter       |
| 2010                                     | «Tiny Light»                     | —              | —              | —              | —              | —              | Grace Potter and the Nocturnals                |
| 2010                                     | «Medicine»                       | —              | —              | —              | —              | —              | Grace Potter and the Nocturnals                |
| 2010                                     | «Paris (Ooh La La)»              | —              | 20             | —              | 19             | —              | Grace Potter and the Nocturnals                |
| 2011                                     | «Please Come Home for Christmas» | —              | —              | —              | 37             | —              | Christmas with Grace Potter and the Nocturnals |
| 2012                                     | «Never Go Back»                  | —              | —              | —              | —              | —              | The Lion the Beast the Beat                    |
| 2012                                     | «Stars»                          | 95             | 27             | 13             | 12             | 86             | The Lion the Beast the Beat                    |
| «—» означает, что сингл не попал в чарт. |                                  |                |                |                |                |                |                                                |

Как приглашённый исполнитель
| Год                                      | Сингл             | Исполнитель                          | Высшая позиция | Высшая позиция  | Высшая позиция | Высшая позиция | Сертификации      | Альбом              |
| Год                                      | Сингл             | Исполнитель                          | Country        | Country Airplay | Hot 100        | Hot 100        | Сертификации      | Альбом              |
| ---------------------------------------- | ----------------- | ------------------------------------ | -------------- | --------------- | -------------- | -------------- | ----------------- | ------------------- |
| 2011                                     | «You and Tequila» | Кенни Чесни совместно с Грейс Поттер | 3              | —               | 33             | 62             | - США: Платиновая | Hemingway’s Whiskey |
| 2015                                     | «Wild Child»      | Кенни Чесни совместно с Грейс Поттер | 43             | 36              |                |                |                   | The Big Revival     |
| «—» означает, что сингл не попал в чарт. |                   |                                      |                |                 |                |                |                   |                     |

### Видеоклипы
| Год  | Видео                                          | Режиссёр        |
| ---- | ---------------------------------------------- | --------------- |
| 2010 | «Tiny Light»                                   | Пол Майнор      |
| 2010 | «Paris (Ooh La La)»                            | Пол Майнор      |
| 2011 | «You and Tequila» (Кенни Чесни с Грейс Поттер) | Шон Силва       |
| 2012 | «Never Go Back»                                | Исаак Рентц     |
| 2012 | «Stars»                                        | Филипп Энделмен |
| 2015 | «Wild Child» (Кенни Чесни с Грейс Поттер)      | Шон Силва       |

### Другие песни
- «White Rabbit» (кавер-версия Jefferson Airplane) для сборника Almost Alice (2010)[18][19]
- «Tush» для трибьют-альбома ZZ Top: A Tribute from Friends (2011)[20][21]
- «Devil’s Train» для саундтрека к фильму «Одинокий рейнджер» (2013)[22][23]